# Gekko kikuchii
Gekko kikuchii es una especie de gecos de la familia Gekkonidae.

## Distribución geográfica yhábitat
Es endémica de la isla Orquídea (Taiwán). Su rango altitudinal oscila entre 5 y 50 m s. n. m..